# Класична філологія
Класична філологія — розділ філології, який займається вивченням обох так званих «класичних» мов: давньогрецької та латини, а також літератури Давньої Греції та Давнього Риму. Таким чином класична філологія складається з грецистики (давньогрецької філології) та латиністики (латинської філології). Класична філологія поряд з археологією та історією античного світу є частиною антикознавства.

## Термін
Термін класична філологія є доволі новим. Уперше в англомовному світі термін classical на позначення літературних здобутків античності почали вживати в XVI столітті. У німецькому культурному просторі це було значно пізніше. Термін «класична філологія» (klassische Philologie) уперше виник 1792 року у працях німецького філолога Ердуїна Юліуса Коха, що працював у Галле. У покажчику лекцій Тартуського університету за 1803 рок уперше фігурує предмет, що називається «altclassische Philologie» (давньокласична філологія).

## Предмет дослідження
Класична філологія вивчає мовні та літературні пам'ятки Давньої Греції та Риму починаючи з перших відомих творів давньогрецької літератури (Гомер, Гесіод) VIII століття до н. е. й до зникнення літератури пізньої античності близько 600 року.
Особливістю класичної філології є те, що на відміну від літертурознавства, яке досліджує нові літератури, предметом філологів-класиків є не лише вивчення античної лірики, епіки та драматургії, але й текстів античної філософії, історіографії і навіть природничих наук.
До сфери класичної філології не належить вивчення повсякденних текстів нелітературного змісту, що збереглися у вигляді написів на різних предметах, папірусів та монет. Цими текстами займаються відповідно епіграфіка, папірологія та нумізматика. Спорідненими з класичною філологією є такі дисципліни, як візантиністика та середньовічна латинська філологія (неолатиністика).

## Кафедри класичної філології в Україні
- Кафедра класичної філології Львівського університету
- Кафедра загального мовознавства та класичної філології Київського університету [Архівовано 18 Березня 2013 у Wayback Machine.]
- Кафедра класичних, візантійських і середньовічних студій Українського Католицького Університету (Львів)
- Кафедра класичної та румунської філології Ужгородського університету [Архівовано 8 Серпня 2020 у Wayback Machine.]
- Кафедра класичної та румунської філології Чернівецького університету
- Кафедра історії зарубіжної літератури та класичної філології Харківського університету [Архівовано 28 Травня 2013 у Wayback Machine.]
- Кафедра романської і класичної філології Таврійського національного університету (Сімферополь)